# Chloe Cherry
Chloe Cherry (Lancaster, 23 de agosto de 1997) é uma atriz, modelo e ex-atriz pornográfica americana. Ela começou sua carreira pornográfica em 2015 com Hussie Models, eventualmente aparecendo em mais de 200 filmes. Ela fez sua estreia como Faye na série de televisão de drama adolescente da HBO Euphoria (2022-presente).

## Biografia
Cherry nasceu em 23 de agosto de 1997, em Lancaster, Pensilvânia, onde também foi criada, descrevendo sua educação como "muito conservadora e chata". No ensino médio, ela trabalhou no anuário de sua escola, leu anúncios matinais e administrou brevemente uma banda.

## Carreira
Em 2015, uma semana depois de completar 18 anos, ela se mudou de Lancaster para Miami para se tornar uma atriz pornográfica. Ela logo assinou contrato com a agência de modelos pornográficos Hussie Models, onde foi representada por Riley Reynolds, antes de se mudar para Los Angeles e assinar com Spiegler Girls. Em 2019, ela estrelou mais de 200 filmes pornográficos e se tornou popular no Pornhub, onde seus filmes receberam mais de 125 milhões de visualizações. No início da pandemia do COVID-19, ela começou a usar o OnlyFans para vender conteúdo pornográfico.
Em 2022, Cherry fez sua estreia como atriz na segunda temporada da série de televisão de drama adolescente da HBO, Euphoria, no papel recorrente de Faye, namorada de um traficante de drogas. Antes de aparecer no programa, Cherry fez uma paródia pornográfica de Euphoria, na qual interpretou Jules, com a atriz pornográfica Jenna Foxx. O showrunner de Euphoria, Sam Levinson, mais tarde enviou a Cherry um e-mail pedindo que ela fizesse um teste para o papel de Ami, uma stripper e viciada em drogas, depois de se tornar uma fã dela no Instagram devido ao seu senso de humor. Depois de duas audições virtuais, Cherry fez o teste pessoalmente para Levinson em Los Angeles e recebeu o papel de Faye. Cherry foi chamada de uma das estrelas do show pelos críticos.
Em janeiro de 2022, Cherry assinou um contrato com a agência de modelos britânica Anti-Agency London. Ela estreou na passarela em fevereiro de 2022, desfilando para LaQuan Smith durante a New York Fashion Week. Em março de 2022, ela anunciou que havia parado com a indústria pornográfica. Cherry vai estrelar o filme de ficção científica www.RachelOrmont.com, escrito e dirigido por Peter Vack, e o filme de comédia dramática Tuna Melt, escrito e dirigido por Eddie Huang.